# Burg Gaillenreuth

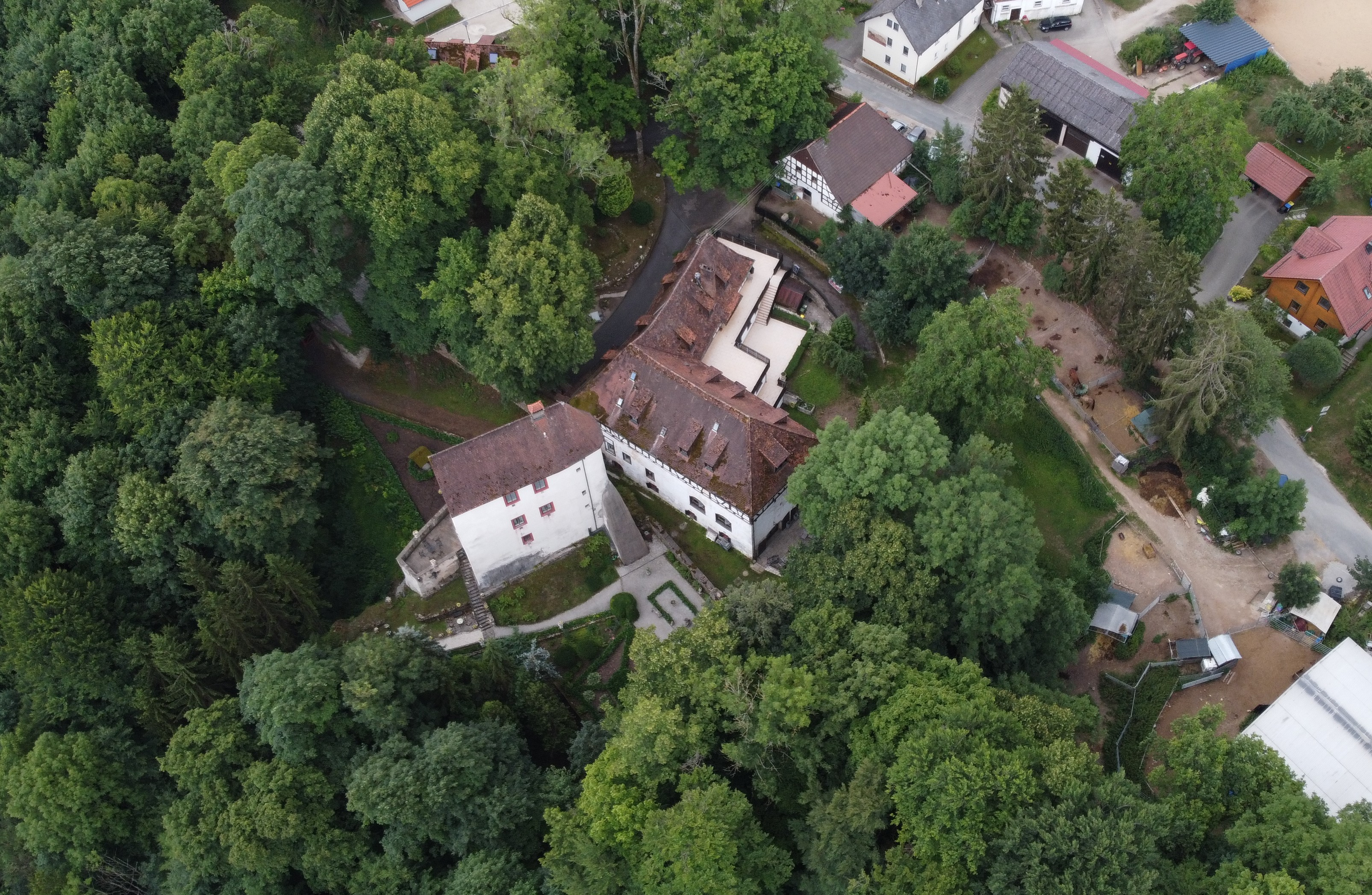
Luftbild der Burg Gaillenreuth (2022)

Die Burg Gaillenreuth befindet sich hoch über der Wiesent am westlichen oberen Talrand in der Ortschaft Burggaillenreuth. Der Ort gehört zur Stadt Ebermannstadt im Landkreis Forchheim in Bayern.
Vorhanden ist nur der südliche Teil der Höhenburg. Neben Teilen der Vorburg steht ein Wohnturm aus der Zeit nach 1632.

## Geschichte

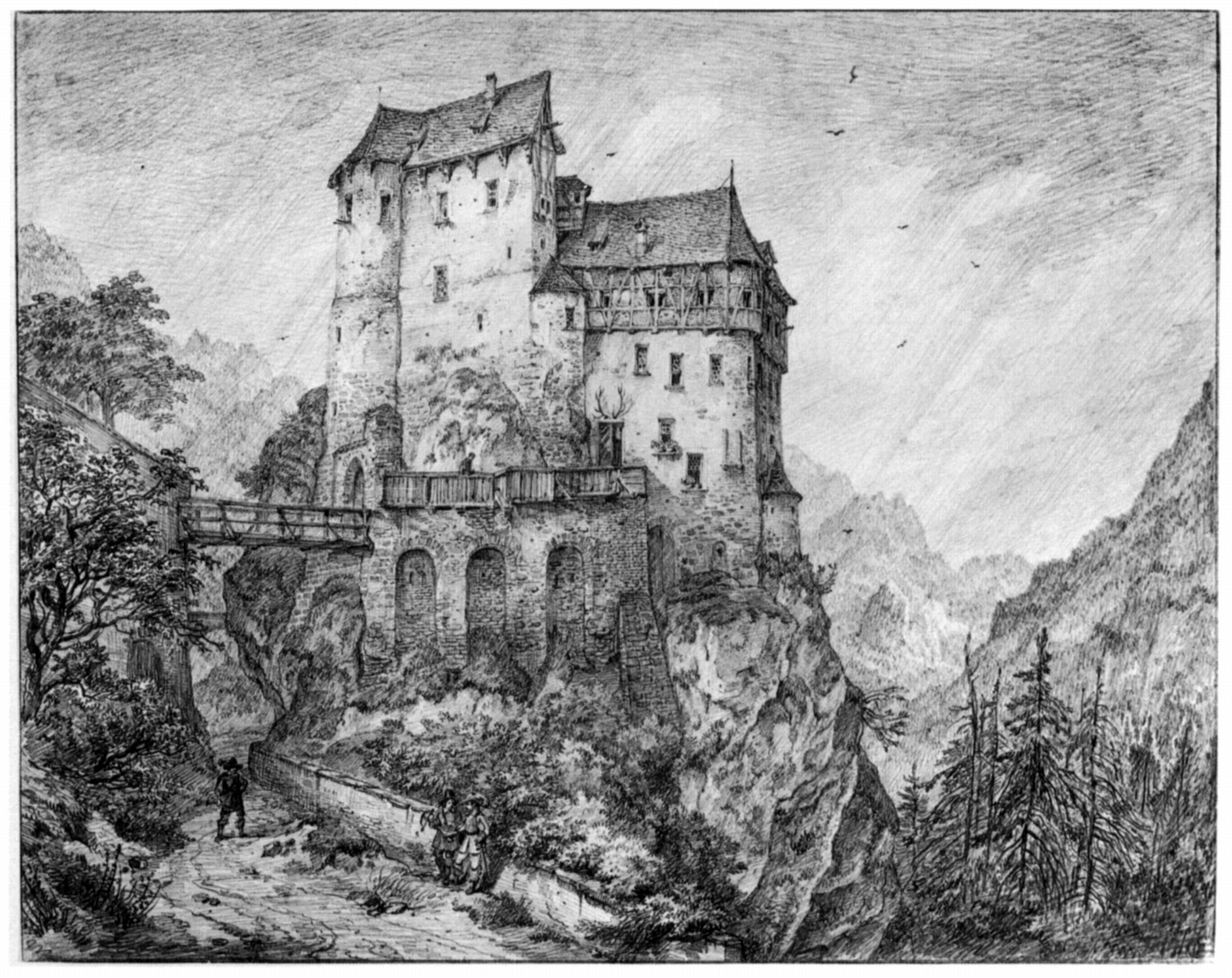
Burg Gaillenreuth um 1815

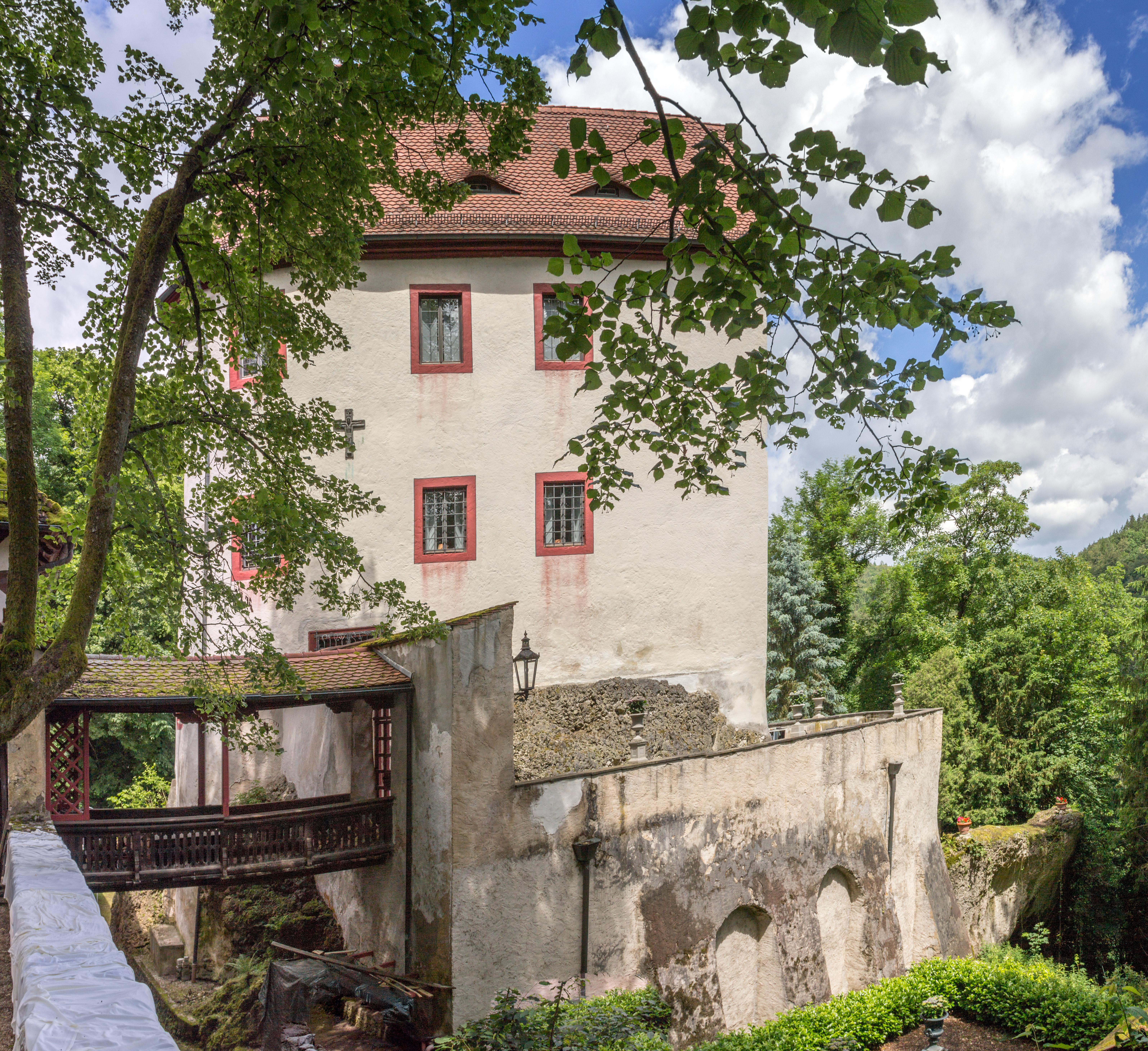

Die Burg ist eine der sechs Burgen, die der Bamberger Bischof Otto I. von Mistelbach (1102–1139) im Jahre 1122 für das Hochstift Bamberg erwarb. Über die Vorbesitzer bzw. Erbauer der Burg ist nichts bekannt.
In einem Nachtrag zum Rechtsbuch des Bamberger Bischofs Friedrich von Hohenlohe (1342–1352) wurde die Burg das nächste Mal urkundlich erwähnt. Dabei zahlte der Bamberger Bischof Leopold III. von Bebenburg (1353–1363) 100 Pfund Heller an Konrad von Egloffstein zur Erhaltung der Burg. Zwischen 1353 und 1359 scheint die Burg als bischöfliches Lehen vollständig in den Besitz der Herren von Egloffstein gekommen zu sein, wobei im Laufe der Zeit ein Teil der Burg in ihr Eigentum überging.
1382 war die Burg ein Raubritternest: Fritz von Streitberg, der Junge, hatte 33 „Herren“ mit Spießen und 60 Mann gewappnetes Fußvolk aus der Rhön und dem Grabfeld rekrutiert, um seinen Onkel Georg Haller von Nürnberg zu schädigen. Am „Montag in der Früh, den 27. Oktober 1382“ überfielen sie drei Dörfer bei Gräfenberg und raubten Vieh, Pferde und was sie fanden. Sie führten 14 seiner Hintersassen auf die Veste „Gaylenrewt“ in Gefangenschaft. Die Burg hat aber nichts mit dem 1381 hingerichteten Raubritter Eppelein von Gailingen zu tun.
1522 übertrug Konrad XI. von Egloffstein den freieigenen Teil der Burg dem Bamberger Bischof Georg III. von Limpurg (1505–1522) zum Lehen. 1525 wurde die Burg im Bauernkrieg niedergebrannt, jedoch von Konz von Egloffstein wieder aufgebaut. Im Dreißigjährigen Krieg wurde sie am 8. Juli 1632 durch kroatische Truppen zerstört. Der Zeitpunkt des erneuten Wiederaufbaus ist nicht bekannt. Jedoch ist davon auszugehen, dass nur der südliche Teil wieder aufgebaut wurde. 1638 lösten die Herren von Egloffstein die Burg durch Tausch aus dem bischöflichen Lehnsverband. Die Burggaillenreuther Linie der Herren von Egloffstein starb 1682 mit Hans Philipp II. von Egloffstein aus.
1684 verkauften die Herren von Egloffstein ihren freieigenen Anteil an der Burg an Freiherr Karl Friedrich Voit von Rieneck. 1810 erwarb Anton Joseph Freiherr Horneck von Weinheim die Burg. Im Jahre 1847 wurde sie als baufällig bezeichnet. 1848 erfolgte der Abbruch der hinteren Kemenate. Eine Renovierung der noch vorhandenen Gebäude erfolgte um diese Zeit durch August Horneck von Weinheim. Die Burg befindet sich in Privatbesitz, wird für Veranstaltungen genutzt und enthält einen Biergarten.